# Всеволод Всеволодович
Все́волод Все́володович (Всеволодич) (ум. не ранее 1215) — князь Червенский (1207—1212), князь Белзский (1211—1215).

## Биография
Упоминается только в одном летописном источнике — Ипатьевской летописи.
В источниках отчество князя отсутствует, однако предполагается, что Всеволод был сыном белзского князя Всеволода Мстиславича (не ранее 1155—1195), поскольку в летописи он именуется братом Александра Белзского, который считается сыном именно этого князя. Судя по указаниям летописи, он приходился Александру младшим братом.
Благодаря кратковременному княжению Всеволода Мстиславича в 1188 году во Владимире-Волынском его сыновья не стали изгоями и смогли успешно претендовать на волынский престол после гибели его дяди Романа Галицкого (1205), к тому же имея преимущество в возрасте перед его малолетними сыновьями.
В летописях Всеволод Всеволодович упоминается лишь несколько раз. Червен он получил после того, как польский князь Лешек Белый начал изгнание сыновей новгород-северского князя Игоря Святославича из галицких земель. Известно, что в этих боевых действиях участвовал его брат Александр, который был посажен Лешком на волынский престол; мог в них участвовать и Всеволод.
В 1211 году Лешек отобрал Белз у двоюродного брата Всеволодовичей — малолетнего Василька Романовича, и отдал это княжество Александру. Александр же, очевидно, передал Белз Всеволоду, поскольку позже тот упоминается как князь Белзский.
В 1213 году Всеволод Белзский вместе с братом Александром участвовали в походе Лешека Белого против боярина Владислава Кормиличича, занявшего галицкий престол. Тот выступил против них на реку Боброк с войском из венгров и чехов. Союзникам удалось победить Владислава, но Галич они взять не смогли.
В 1215 году, когда отношения юных Даниила и Василька Романовичей с соседями опять ухудшились, Александр выступил против них. Даниил и Василько, однако, смогли отбиться и разорили Белзскую волость. Только вмешательство тестя Даниила Мстислава Мстиславича Удатного смогло остановить Романовичей.
С того времени в качестве князя Белзского фигурирует его брат Александр. О дальнейшей судьбе Всеволода Всеволодовича и о его семье информации нет.